# Derrick Evans

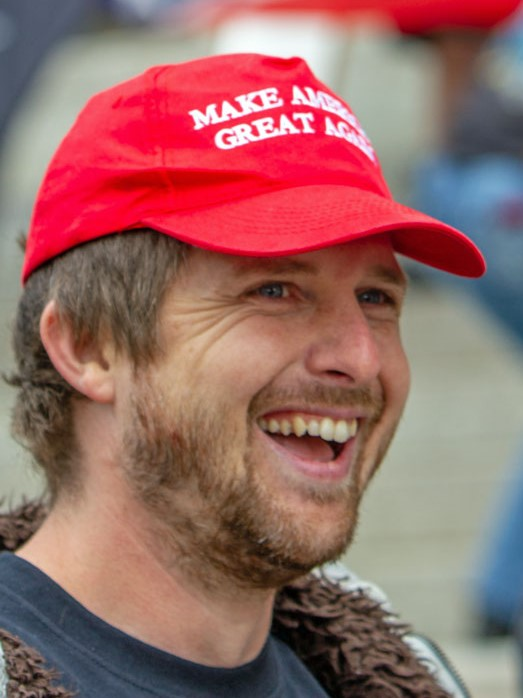
Derrick Evans, 2019

Derrick Evans (* 2. April 1985) ist ein amerikanischer Politiker und ehemaliger Lehrer. Er war vom 1. Dezember 2020 bis zu seinem Rücktritt am 9. Januar 2021 als Vertreter der Republikanischen Partei Mitglied des Abgeordnetenhauses von West Virginia für den 19. Distrikt.

## Politische Karriere
Bereits 2016 hatte Derrick Evans für einen Sitz im Abgeordnetenhaus kandidiert, damals zunächst für die Demokraten. Nachdem er bei der Vorwahl nur den sechsten von sieben Plätzen belegt hatte, trat er bei der eigentlichen Wahl als Libertärer an, belegte allerdings den letzten von fünf Plätzen in seinem Wahlkreis. 2020 kandidierte er erfolgreich für die Republikanische Partei und wurde Abgeordneter für den 19. Wahlkreis (Wayne County). Am 9. Januar 2021 trat er vom Amt zurück.

## Positionen und politische Aktivität
Evans bezeichnete sich im Wahlkampf 2020 selbst als “pro God, pro life, pro 2nd Amendment” – d. h. als christlich, als „Lebensschützer“ und als Befürworter des verfassungsmäßigen Rechts auf Waffenbesitz – und versprach, „für christliche Werte kämpfen“ zu wollen. Drogenhändler sollte man, so forderte er, „wegsperren und den Schlüssel wegwerfen“.
Zuvor war Evans bereits lokal bekannt geworden, weil er an Demonstrationen gegen Schwangerschaftsabbrüche, insbesondere vor Kliniken, die solche vornehmen, beteiligt gewesen war. Im Mai 2019 erwirkte eine Angestellte einer solchen Klinik, des Women’s Health Center of West Virginia (WHC) in Charleston, ein Kontaktverbot gegen Evans, weil dieser sie wiederholt an ihrem Arbeitsplatz belästigt hatte, wo es zu ihren Aufgaben gehörte, Frauen in die Klinik zu geleiten. Nach Darstellung der Frau missachtete Evans das Verbot und demonstrierte bereits eine Woche später wieder vor der Klinik. Er verfolgte sie und veröffentlichte auf seiner Facebook-Seite Videomaterial, auf dem sie zu sehen war und das er gegen ihren Willen aufgenommen hatte, worauf sie von einigen seiner über 10.000 Follower bedroht worden sei. Einer von ihnen schrieb: „Wenn jemand sie ermordet, werden wir es Abtreibung nennen!“ In ihrem Antrag auf das Kontaktverbot hatte sie auch erklärt, Evans habe sie mehrfach darauf hingewiesen, dass er eine Schusswaffe bei sich trage. Wahrheitswidrig bestritt Evans gegenüber Massenmedien wiederholt das Bestehen des Kontaktverbots gegen ihn und behauptete, dass vielmehr umgekehrt ein Kontaktverbot gegen die Angestellte des WHC ihn betreffend bestehe.

## Beteiligung am Sturm auf das Kapitol und Folgen
Evans beteiligte sich am 6. Januar 2021 am Sturm auf das Kapitol in Washington; dabei filmte er das Eindringen in das Gebäude. Auf einem von ihm selbst per Livestream auf Facebook veröffentlichten, später entfernten Video war zu hören, wie er rief: “We’re in! We’re in! Derrick Evans is in the Capitol!” (deutsch: „Wir sind drin! Wir sind drin! Derrick Evans ist im Kapitol!“). Später wies er zurück, an Sachbeschädigungen beteiligt gewesen zu sein; er sei vielmehr „einfach als unabhängiges Mitglied der Medien dort gewesen, um Geschichte zu filmen“. Evans wurde am 8. Januar vorläufig festgenommen, nach einer gerichtlichen Anhörung aber noch am selben Tag wieder auf freien Fuß gesetzt, nachdem er sich schriftlich verpflichtet hatte, gerichtlichen Vorladungen in der Sache Folge zu leisten (Recognizance bond). Gegen ihn wurde ein Ermittlungsverfahren wegen unautorisierten Betretens eines Bereichs mit eingeschränktem Zutritt sowie gewaltsamen Eindringens und ungebührlichen Benehmens auf dem Gelände des Kapitols eingeleitet.
Seine Beteiligung an dem gewaltsamen Eindringen der Demonstranten ins Washingtoner Kapitol wurde von mehreren Politikern West Virginias aus beiden großen politischen Parteien verurteilt, darunter Gouverneur Jim Justice (R), Senator Joe Manchin (D) und Roger Hanshaw (R), Sprecher des Abgeordnetenhauses. Evans gab am 9. Januar 2021 seinen Rücktritt als Mitglied des Abgeordnetenhauses mit sofortiger Wirkung bekannt.
Im März 2022 bekannte er sich schuldig, in einer Unruhesituation Widerstand gegen die Polizei geleistet zu haben. Am 22. Juni 2022 wurde Evans zu einer dreimonatigen Haftstrafe verurteilt.